# Scott Matthews
Scott Matthews (Wolverhampton, 1976) és un cantautor anglès. Ha rebut influences d'artistes com The Beatles, Bob Dylan, Led Zeppelin, Joni Mitchell, Marc Bolan i Joe Satriani. Amb el seu primer àlbum, Passing Stranger, editat el 2006, ja va aparèixer als principals programes de la BBC i la bona rebuda el va portar a fer una extensa gira per tot Anglaterra de la mà del grup Foo Fighters.
El seu segon àlbum, Elsewhere, produït per Matthews i Gavin Monaghani i editat amb el segell Island records, no va fer res més que refermar el seu talent. El 2011 va editar el treball What the Night Delivers, de la mà del productor de Passing Stranger Jon Cotton, i al mateix any va editar també un disc en directe Live in London que va gravar el 2009 al Shepherd's Bush Empire. A Catalunya actuà per primera vegada al Festival Altaveu de 2013.

## Àlbums
- Passing Stranger (2006) #45 UK Album Chart
- Elsewhere (2009)
- Live in London (2010)
- What The Night Delivers (2011)

### Senzills
| Any  | Cançó                             | UK Singles Chart | Àlbum            |
| ---- | --------------------------------- | ---------------- | ---------------- |
| 2006 | "Elusive"                         | 56               | Passing Stranger |
| 2006 | "Dream Song"                      | 78               | Passing Stranger |
| 2007 | "Passing Stranger"                | -                | Passing Stranger |
| 2007 | "Itunes Festival: London 2007 EP" | -                | Passing Stranger |

### Altres
- The Saturday Sessions: The Dermot O'Leary Show (2007, EMI) - "Boy With the Thorn in His Side"